# La Véritable Histoire de Cathy Mahone
Pour plus de détails, voir Fiche technique et Distribution.
La Véritable Histoire de Cathy Mahone (Desperate Rescue: The Cathy Mahone Story) est un téléfilm américain diffusé en 1993 et réalisé par Richard A. Colla.

## Synopsis
Ali Amir, l'ex-mari de Cathy, vient chercher leur fille, Lauren, pour passer le week-end avec lui et doit la ramener le lundi matin suivant à l'école. Mais lorsque Cathy se rend à l'établissement de sa fille pour la chercher, elle constate avec effroi que sa fille ne s'y trouve pas. Elle se rend aussitôt au domicile d'Ali et se rend compte que son appartement est vide. Le propriétaire des lieux, furieux, lui apprend alors qu'il a quitté les lieux deux jours plus tôt. Effondrée, Cathy se rend immédiatement chez le frère d'Ali qui lui annonce que son frère a vendu son restaurant mais il refuse de lui dire où il est parti. Terrorisée, elle joint alors Maisha, la seconde femme d'Ali. Celle-ci lui révèle que son mari l'a suppliée de partir avec lui pour la Jordanie mais elle a refusé. Peu à peu, les doutes de Cathy se confirment. Ali a enlevé Lauren. Cathy est alors prête à tout pour sauver sa fille des griffes de cet homme.

## Fiche technique
- Titre français : La Véritable Histoire de Cathy Malone
- Réalisation : Richard A. Colla
- Pays d'origine :  États-Unis
- Langue originale : anglais
- Format : couleur - 1,33:1 - son stéréo
- Durée : 93 minutes
- Dates de première diffusion :
  - USA : 18 janvier 1993
  - France : 16 octobre 2000 sur France 3
- Public : interdit aux moins de 10 ans

## Distribution
- Mariel Hemingway : Cathy Mahone
- Clancy Brown : Dave Chattelier
- James Russo : Don Feeney
- Lindsey Haun : Lauren Mahone
- Andrew Masset : Ali